# 데릭 메이
데릭 브랜트 메이(Derrick Brant May, 1968년 7월 14일 ~ )는 미국의 전 야구 선수이다.

## 선수 시절

### 미국 프로야구 시절
1986년에 시카고 컵스에 입단하였다.

### 일본 프로야구 시절
2001년에 지바 롯데 마린스에 입단하였다.

## 야구선수 은퇴 후
2005년부터 세인트루이스 카디널스의 타격총괄 코디네이터로 활동했고, 2017년에 콜로라도 로키스의 타격코치로 활동했다. 2022년부터 SSG 랜더스의 2군 타격코치로 활동했다.